# Lòng tốt

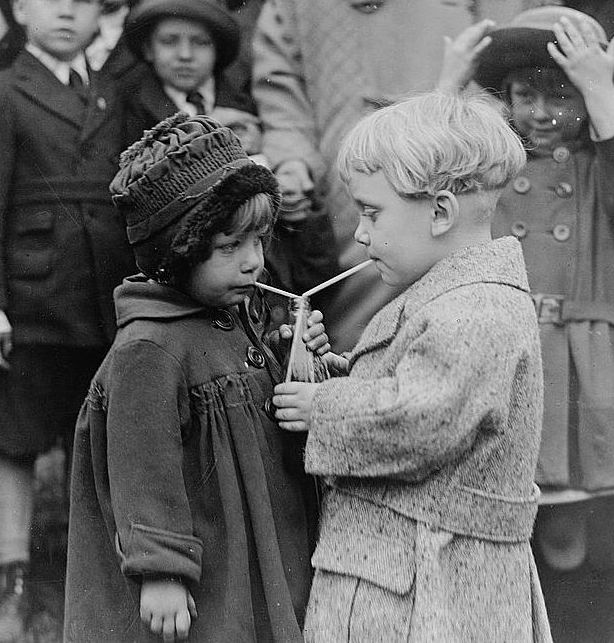
Hai đứa trẻ dùng chung nước ngọt tại Nhà Trắng.

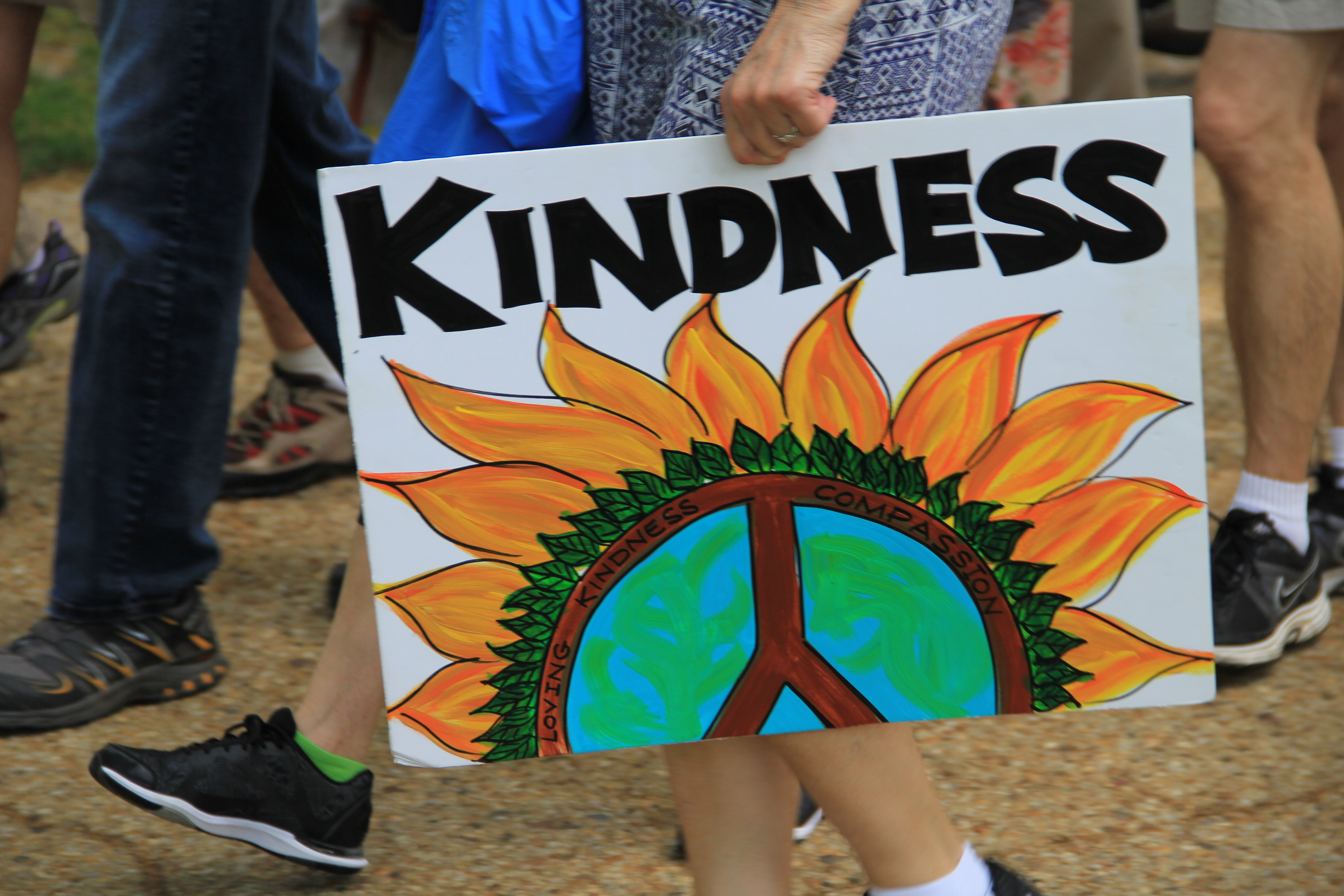
Vị trí cho lòng tốt, tại Biểu tình Khí hậu Toàn dân (2017).

Lòng tốt là một hành vi được đánh dấu bởi các đặc điểm đạo đức, một khuynh hướng dễ chịu, và quan tâm và cân nhắc cho người khác. Nó được coi là một đức tính, và được công nhận là một giá trị trong nhiều nền văn hóa và tôn giáo (xem đạo đức trong tôn giáo). Trong quyển II của " Hùng biện ", Aristotle định nghĩa lòng tốt là "sự giúp đỡ đối với người đang cần, không phải để đáp lại bất cứ điều gì, cũng không phải vì lợi ích của chính người trợ giúp, mà là vì người được giúp đỡ". Nietzsche coi lòng tốt và tình yêu là "tâm dược và tác nhân chữa bệnh nhất trong giao hợp của con người". Lòng tốt được coi là một trong những đức hạnh Hiệp sĩ. Trong lời dạy của Meher Baba, Thiên Chúa đồng nghĩa với lòng tốt: "Thiên Chúa tốt bụng đến mức không thể tưởng tượng được lòng tốt không giới hạn của Ngài!" 

## Tâm lý học
Dựa trên các thí nghiệm tại Đại học Yale sử dụng các trò chơi với trẻ sơ sinh, một số nghiên cứu đã kết luận rằng lòng tốt là tính vốn có của con người. Có những nghiên cứu tương tự về gốc rễ của sự đồng cảm ở trẻ nhỏ  - phản xạ vận động phát triển trong những tháng đầu đời, dẫn đến sự lo lắng dễ dàng của trẻ em đối với các bạn cùng lứa gặp khó khăn. Barbara Taylor và Adam Phillips đã nhấn mạnh yếu tố của chủ nghĩa hiện thực cần thiết trong lòng tốt của người trưởng thành, cũng như cách lòng tốt thực sự làm thay đổi con người trong quá trình thực hiện nó, thường theo những cách mà không thể đoán trước được.

## Về xã hội
Trong lựa chọn giao phối của con người, các nghiên cứu cho thấy rằng cả nam và nữ đều coi trọng lòng tốt và trí thông minh ở người bạn đời tương lai, cùng với ngoại hình, sự hấp dẫn, địa vị xã hội và tuổi tác. Trong mối quan hệ xã hội có đề cập đến một "anh chàng tốt bụng" là một thuật ngữ không chính thức và thường rập khuôn đối với một kiểu đàn ông (thường là trẻ tuổi), tự cho mình người tử tế, mềm mỏng, ân cần nhưng nhạy cảm và dễ bị tổn thương. Thuật ngữ này được sử dụng cả tích cực và tiêu cực. Khi được sử dụng một cách tích cực thì nó nhằm ám chỉ một người đàn ông đặt nhu cầu của người khác lên trước, tránh đối đầu và nói chung cư xử dễ chịu đối với người khác. Trong bối cảnh của một mối quan hệ, nó cũng có thể đề cập đến những đặc điểm của sự trung thực, trung thành, lãng mạn, lịch sự và tôn trọng, nhưng khi sử dụng tiêu cực trong tình yêu, một chàng trai tốt mới có nghĩa một người đàn ông không dám thổ lộ, không thể hiện cảm xúc thật của mình, và trong bối cảnh hẹn hò, dùng vỏ bọc thân thiện của tình bạn với động cơ, mục đích tiến tới một mối quan hệ lãng mạn hoặc tình dục.